# امیلی ریچارد
امیلی ریچارد (انگلیسی: Emily Richard؛ زادهٔ ۲۵ ژانویهٔ ۱۹۴۸) بازیگر اهل بریتانیا است. وی از سال ۱۹۶۸ میلادی تاکنون مشغول فعالیت بوده‌است.
از فیلم‌ها یا برنامه‌های تلویزیونی که وی در آن نقش داشته‌است، می‌توان به تلفات، کلئوپاتراها و امپراتوری خورشید اشاره کرد.